# Mariner 4
Mariner 4 a fost a patra dintr-o serie de nave spațiale destinate explorării planetei Marte, prima care a ajuns cu succes la planetă în 1965. A fost concepută pentru a efectua observații științifice de aproape ale planetei Marte și pentru a transmite aceste observații pe Pământ. Lansată la 28 noiembrie 1964, Mariner 4 a efectuat primul zbor cu succes al planetei Marte, returnând primele imagini cu prim planuri ale suprafeței marțiane. Imaginile care prezentau o planetă moartă și cu cratere a schimbat în mare măsură viziunea comunității științifice asupra vieții pe Marte.  Alte obiective ale misiunii au fost să efectueze măsurători de câmp și particule în spațiul interplanetar din vecinătatea lui Marte și să ofere experiență și cunoștințe despre capacitățile de inginerie pentru zboruri interplanetare de lungă durată. La 21 decembrie 1967, comunicațiile cu Mariner 4 s-au întrerupt. 